# Desa Cipayung (administrativ by i Indonesien, Jawa Barat, lat -6,58, long 106,50)
Desa Cipayung är en administrativ by i Indonesien.   Den ligger i provinsen Jawa Barat, i den västra delen av landet, 60 km sydväst om huvudstaden Jakarta.